# Drehnaer Weinberg und Stiebsdorfer See
Drehnaer Weinberg und Stiebsdorfer See este o arie protejată (arie specială de conservare — SAC, sit de importanță comunitară — SCI) din Germania întinsă pe o suprafață de 154,47 ha, integral pe uscat.

## Localizare
Centrul sitului Drehnaer Weinberg und Stiebsdorfer See este situat la coordonatele 51°45′39″N 13°46′31″E / 51.7608°N 13.7753°E.

## Înființare
Situl Drehnaer Weinberg und Stiebsdorfer See a fost declarat sit de importanță comunitară în septembrie 2000 pentru a proteja 1 specie de plante. Situl a fost protejat și ca arie specială de conservare în septembrie 2004.

## Biodiversitate
Situată în ecoregiunea continentală, aria protejată conține 5 habitate naturale: Vegetație psamofilă uscată cu pășuni deschise de Corynephorus și Agrostis, Ape stătătoare oligotrofe până la mezotrofe, cu vegetație de Littorelletea uniflorae și/sau de Isoëto-Nanojuncetea, Pajiști uscate europene, Păduri de fag Luzulo-Fagetum, Păduri acidofile de stejar bătrân cu Quercus robur pe câmpii nisipoase.
La baza desemnării sitului se află o specie protejată de  plante: Thesium ebracteatum.
Pe lângă speciile protejate, pe teritoriul sitului au mai fost identificate 5 specii de plante, 1 specie de amfibieni, 1 specie de reptile.